# WikiHow
A wikiHow egy wiki-alapú közösség egy „hogyan csináld” (ang.: how-to) útmutatókat tartalmazó adatbázissal. A honlap teljes tartalmára a Creative Commons (by-nc-sa) licenc vonatkozik, és az oldal a MediaWiki 1.9.3-as verziójának egy módosított változatát használja. Az oldal a már létező eHow weboldal kiegészítéseként kezdődött és manapság több, mint 30 000 „hogyan csináld” szócikket tart számon. A wikiHow célja, hogy a világ legnagyobb „hogyan csináld” kézikönyvét hozza létre és segítse a növekedésben. 2007 szeptemberben a wikiHow-nak 7,86 millió egyedi olvasója volt.

## Tartalom és szócikkforma
A wikiHow egy wiki, amely (mint a Wikipédia) egy weboldal, amit mindenki szerkeszthet. A wikiHow nyílt forrású szoftverekkel és egy nyílt tartalom licencelő modellen működik, ingyenes használatot és közösségi tulajdont biztosítva.
Minden wikiHow-t látogató készíthet egy új lapot és írhat arról, hogy hogyan kell valamit csinálni. A wikiHow-ra küldött szócikkek egy irányadó formát követnek, ami áll egy összegzésből, lépésekre bontva, hogy hogyan kell véghezvinni a szócikk tárgyát, továbbá a szükséges hozzávalókat, figyelmeztetéseket, ötleteket, kellékeket és néha linkeket a hasonló tárgyú hogyan-csináld szócikkekre. Képek is beilleszthetőek a cikkekhez, hogy illusztráljanak fontos lépéseket, vagy fogalmakat. Amint a lapot elküldték, a többi látogató szerkesztheti, fejlesztheti vagy megváltoztathatja a lapot. Névtelen közreműködők és a wikiHow felhasználói közösség együtt dolgoznak, hogy javítsák az oldalon közölt információk minőségét, megjavítsák, vagy eltávolítsák a helytelen utasításokat és helyreállítsák a vandalizmust.

## Külső hivatkozások
wikiHow.com